# Ahvaytum
Ahvaytum („Kdysi dávno“) byl rod vývojově primitivního sauropodomorfního dinosaura, formálně popsaného začátkem roku 2025 ze sedimentů geologického souvrství Popo Agie na území amerického státu Wyoming. Při geologickém stáří kolem 230 milionů let se jedná o jednoho z nejstarších zástupců dinosaurů, objeveného dosud na území Severní Ameriky (podobně jako jeho blízký vývojový příbuzný rodu Mbiresaurus, který patří mezi nejstarší známé dinosaury v Africe).

## Objev a význam
Fosilie tohoto dinosaura byly objeveny při paleontologické expedici v roce 2013, holotyp s označením UWGM 1975 má podobu izolované hlezenní kosti. Další objevený exemplář má podobu části levé stehenní kosti, nalezené v asociaci s typovým exemplářem. Typový druh Ahvaytum bahndooiveche byl formálně popsán na začátku roku 2025. Jméno vychází z jazyka Východních Šošonů, kteří dříve sídlili a kočovali v oblastech nálezu. Rodové jméno lze přeložit jako "kdysi dávno", druhové pak jako "mladý a pohledný muž z vody" (šošonské označení pro mloky, ale druhotně také pro plazy i dinosaury). Celkově lze tedy toto jméno přeložit jako "velmi starý dinosaurus".

Ahvaytum - porovnání velikosti s člověkem.

Blízce příbuzným druhem byl Mbiresaurus raathi, formálně popsaný v létě roku 2022 ze Zimbabwe. Podobným bazálním sauropodomorfem je například také brazilský rod Buriolestes, který je mbiresaurovi i rodu Ahvaytum vývojově blízce příbuzný. Stáří vrstev, ve kterých byly fosilie rodu Ahvaytum objeveny, činí asi 230 milionů let (věk karn, jedná se tedy o ranou fázi pozdního triasu).

## Systematické zařazení
Ahvaytum byl pravděpodobně vývojově primitivní bazální sauropodomorf, příbuzný například rodům Mbiresaurus, Eoraptor, Pampadromaeus, Panphagia, Saturnalia, Chromogisaurus nebo Buriolestes.